# Săsarm, Bistrița-Năsăud
Săsarm, mai demult Săsarma, Sasarm, Sesarma (în germană Weisshorn, în maghiară Szészárma) este un sat în comuna Chiuza din județul Bistrița-Năsăud, Transilvania, România.

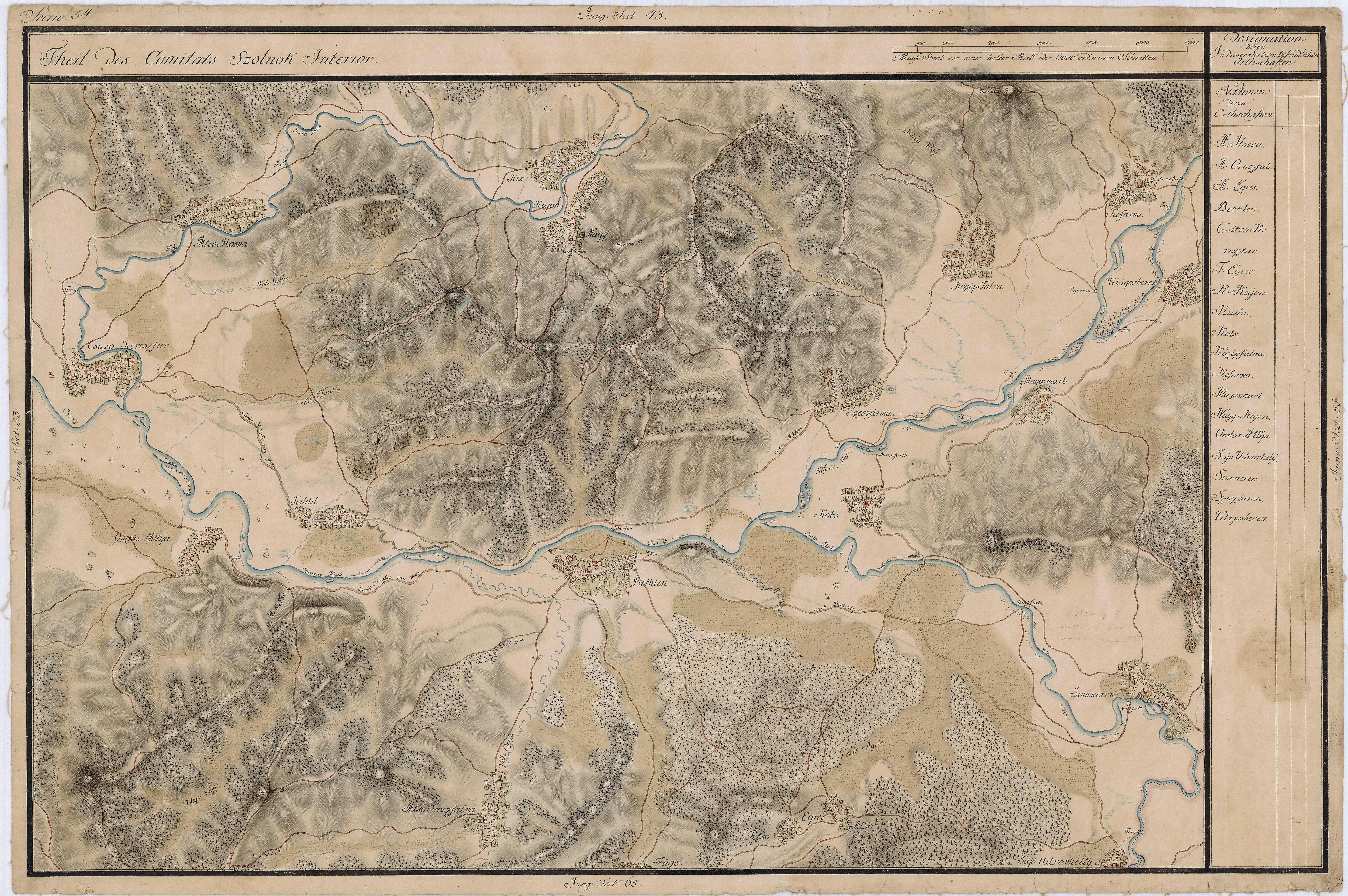
Săsarm pe Harta Iosefină a Transilvaniei, 1769-73

## Diverse
În mod tradițional, localnicii folosesc pentru uz casnic saramura concentrată extrasă dintr-o fântână de slatină.

## Vezi și
- Biserica reformată din Săsarm

## Imagini

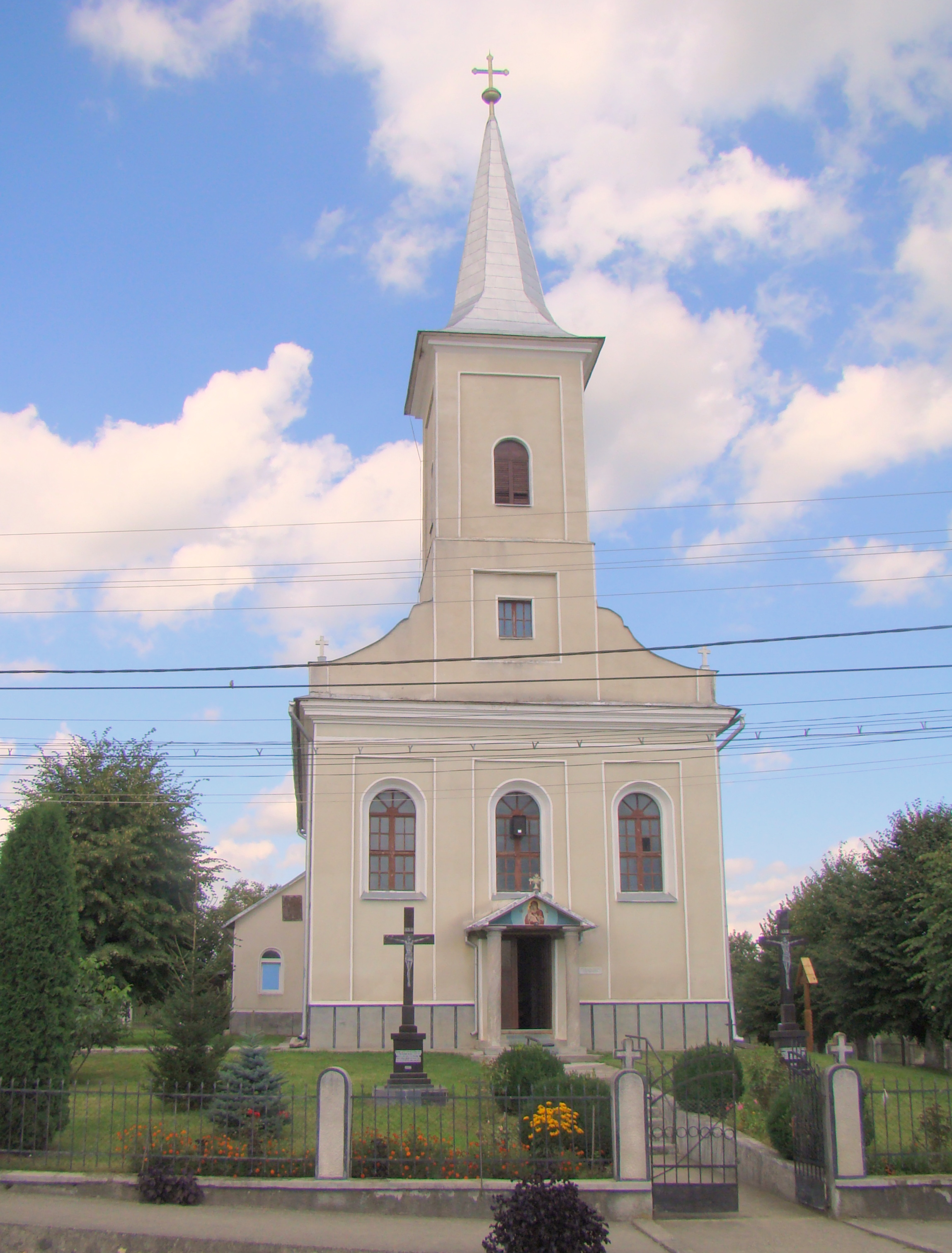
Biserica ortodoxă „Sfinții Arhangheli Mihail și Gavriil” (1860)
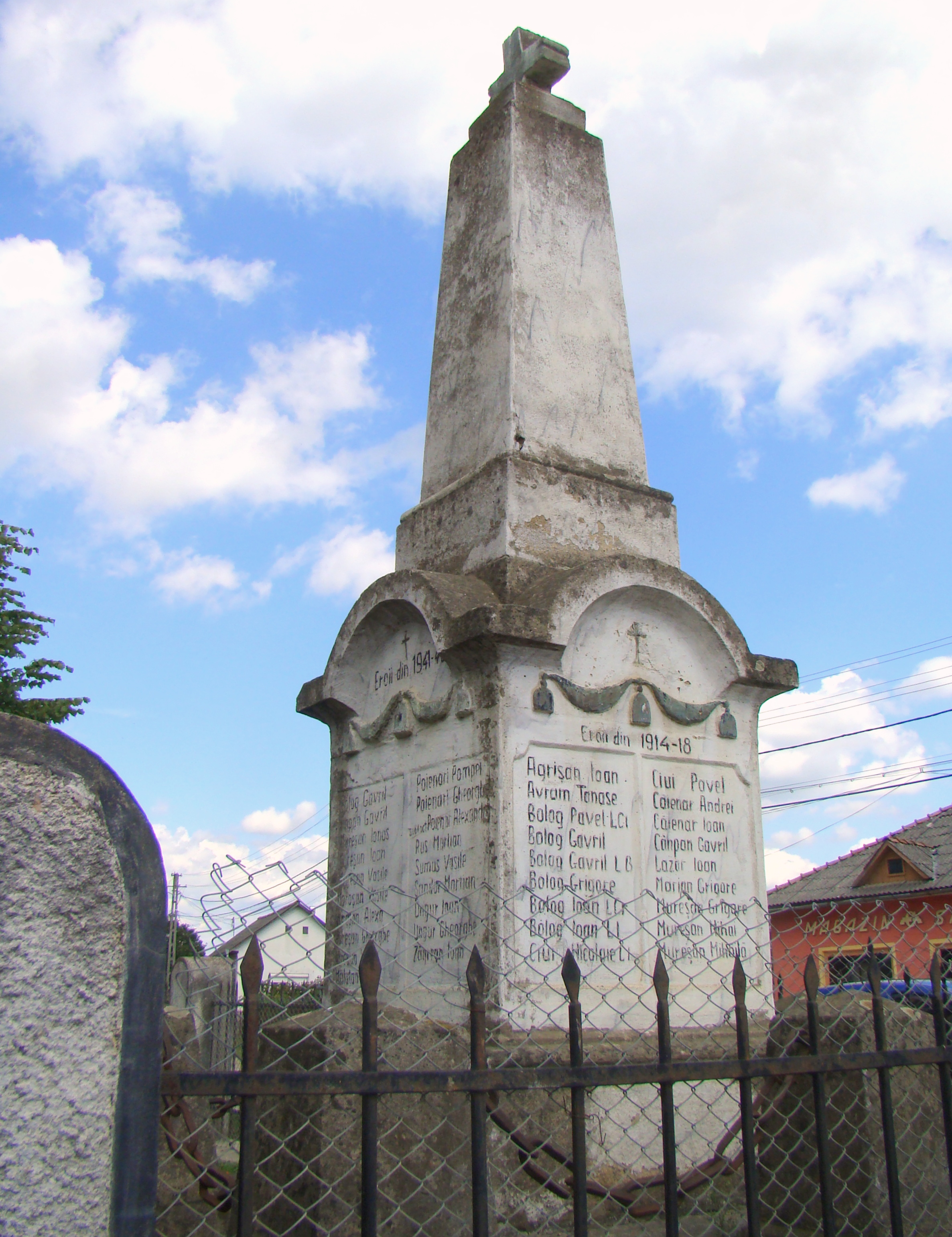
Monumentul eroilor
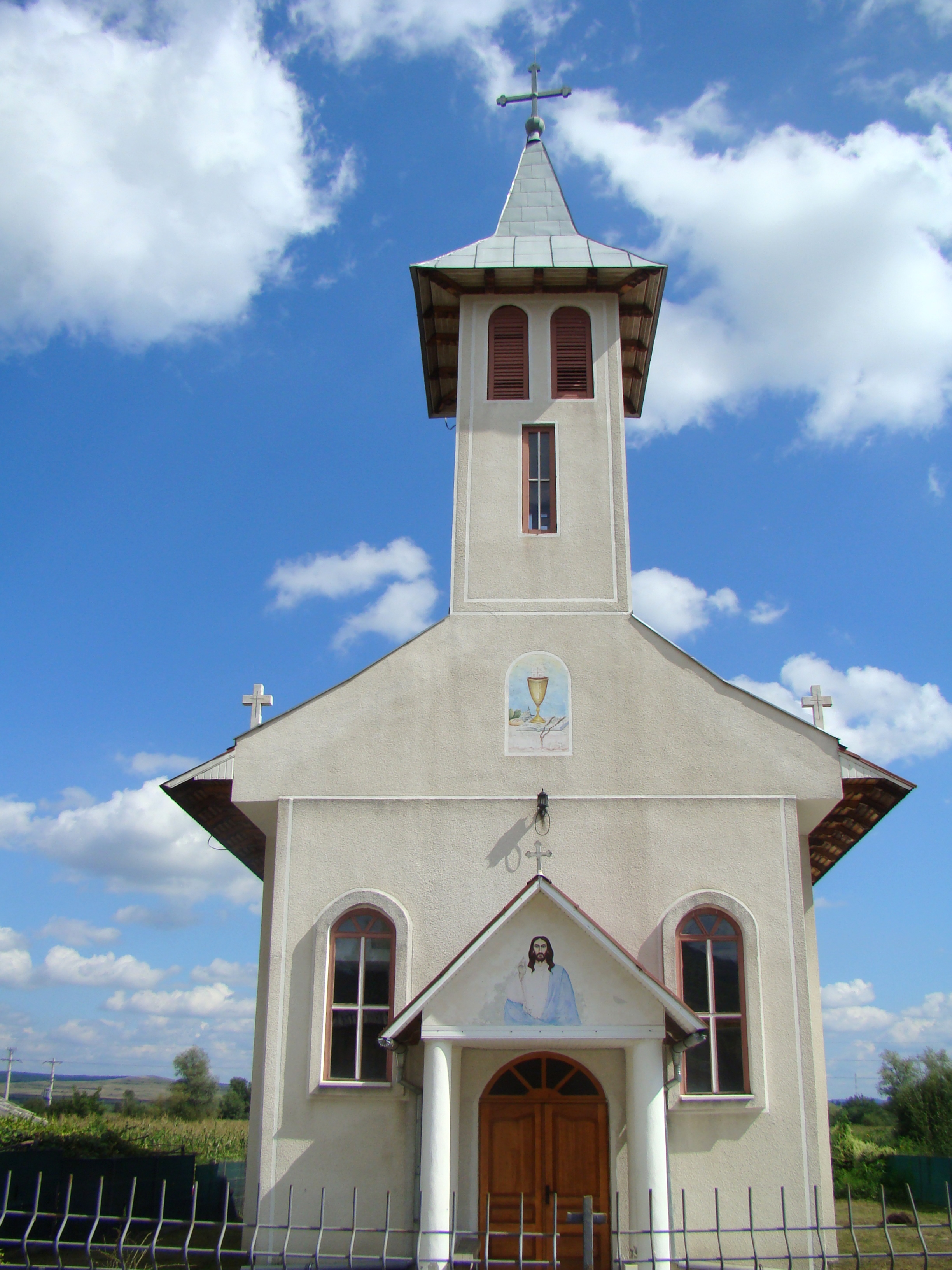
Biserica greco-catolică
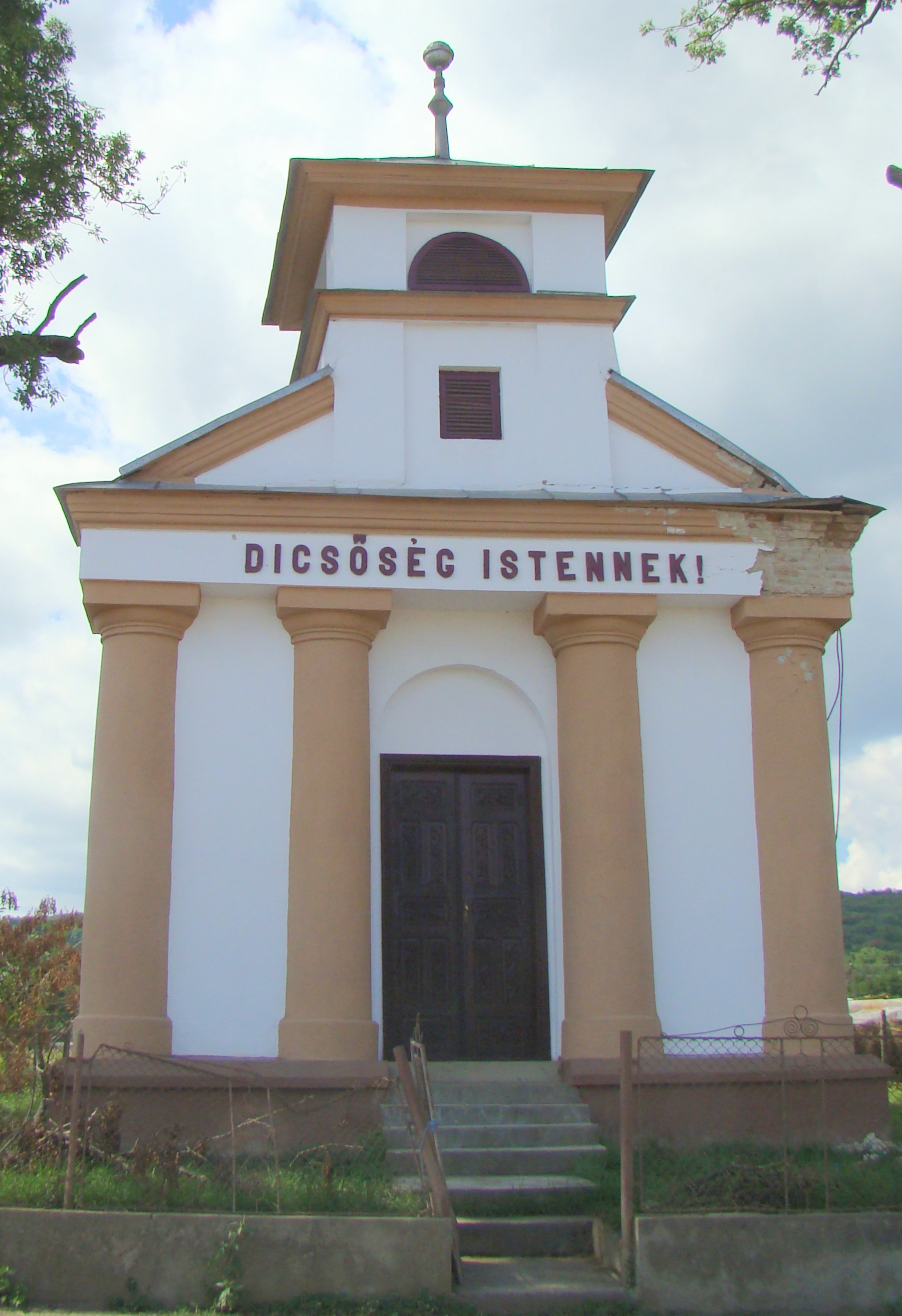
Biserica reformată (monument istoric)